# Antes de Que Nos Olviden
Antes de Que Nos Olviden, (Inglés: Before They Forget Us) es la segunda canción del álbum El Diablito escrito por Saúl Hernández, grabada entre octubre y noviembre de 1989 por Caifanes.
La canción se ha convertido como una inspiración a los sucesos del 2 de octubre de 1968 sobre la Matanza de Tlatelolco en la Ciudad de México, refleja la urgencia de recordar y honrar a quienes han sido víctimas de injusticias.
Actualmente la canción se ha convertido en un himno popular en las celebraciones mexicanas, en especial durante las fiestas de día de muertos.